# Hannah Murray

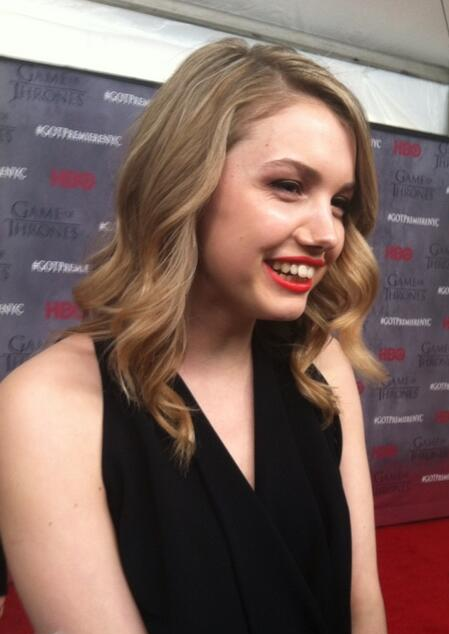
Hannah na premierze 4 serii Gry o tron (2014)

Hannah Murray (właśc. Tegan Lauren-Hannah Murray, ur. 1 lipca 1989) – angielska aktorka.
W latach 2008–2011 studiowała w  Queens’ College na Uniwersytecie Cambridge . Grała m.in. rolę Cassie Ainsworth w serialu Kumple, oraz Gilly w Grze o Tron.

## Filmografia
| Rok             | Film                          | Rola              | Uwagi       |
| --------------- | ----------------------------- | ----------------- | ----------- |
| 2007–2008; 2013 | Kumple                        | Cassie Ainsworth  | 19 odcinków |
| 2009            | Agatha Christie: Panna Marple | Dorothy Savage    | 1 odcinek   |
| 2010            | Łono                          | Monica            |             |
| 2010            | Above Suspicion               | Emily Wickenham   | 2 odc.      |
| 2010            | Pokój na czacie               | Emily             |             |
| 2011            | Wings                         | Ellie             |             |
| 2012            | Mroczne cienie                | Hipiska           |             |
| 2012            | Little Glory                  | Jessica           |             |
| 2012-2017, 2019 | Gra o tron                    | Gilly             | 27 odcinków |
| 2012            | Stacja szyfrująca             | Rachel Davis      |             |
| 2014            | Dziewczyny                    | Cass              |             |
| 2015            | Lily & Kat                    | Kat               |             |
| 2015            | Tajemnice Bridgend            | Sara              |             |
| 2016            | El elegido                    | Sylvia Ageloff    |             |
| 2017            | Detroit                       | Julie             |             |
| 2018            | Charlie Says                  | Leslie Van Houten |             |
| 2020            | The Expecting                 | Cara McCrindell   | 4 odcinki   |